# 장성재 (축구 선수)
장성재(張成載, 1995년 9월 12일 ~ )는 대한민국의 축구 선수이며 포지션은 미드필더이다. 현 K리그2 전남 드래곤즈에서 뛰고 있다.

## 클럽 경력
2017년 울산 현대에 입단했으며, 5월 20일에 있었던 전남과의 홈 경기에서 데뷔전을 치렀다.
2018년 여름 이적시장을 통해 수원 FC로 이적했다. 2019년 4월 28일 열린 아산 무궁화와의 경기에서 수원 입단 후 첫 골을 넣었다.
2021 시즌을 앞두고 전남 드래곤즈로 이적했다.

## 수상

### 클럽

#### 울산 현대
- FA컵
  - 우승 : 2017

#### 전남 드래곤즈
- FA컵
  - 우승 : 2021